# العلاقات السلوفاكية الفلسطينية

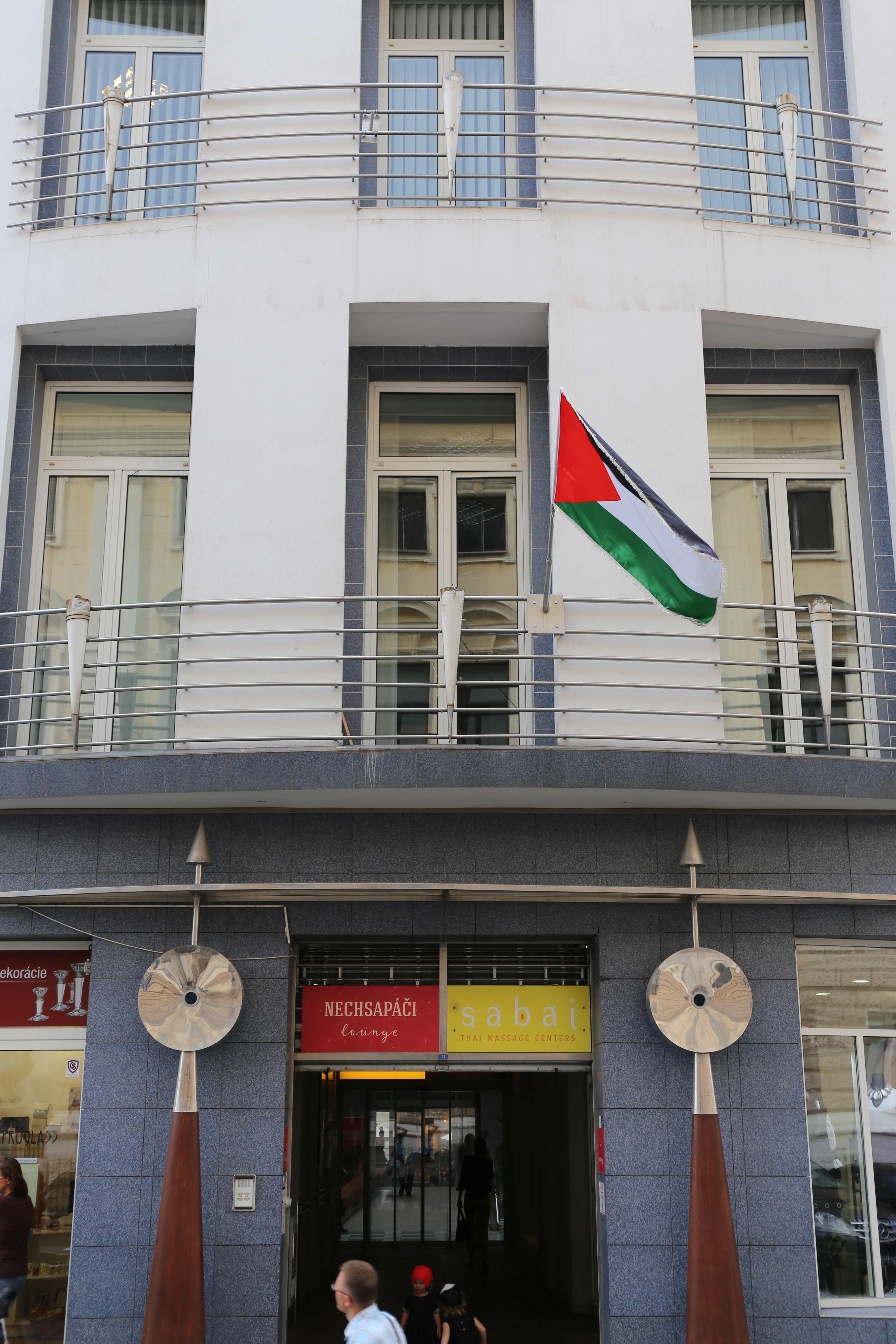
مقر السفارة الفلسطينية في سلوفاكيا

العلاقات السلوفاكية الفلسطينية هي العلاقات الدولية بين دولة فلسطين وسلوفاكيا. اعترفت جمهورية التشيكوسلوفاكية الاشتراكية بالدولة الفلسطينية في 18 نوفمبر 1988. أقام البلدان العلاقات الدبلوماسية في 1 يناير 1993. دولة فلسطين لديها سفارة في براتيسلافا.

## جائحة كوفيد 19
في 12 نوفمبر 2021، أعلنت وزارة الخارجية والمغتربين الفلسطينية أنها تلقت رسالة من دولة سلوفاكيا عبر ممثلها غير المقيم لدى دولة فلسطين تُعلن فيها سلوفاكيا تقديمها 200 ألف جرعة من لقاح جونسون آند جونسون ضد كوفيد 19. لم تستخدم وزارة الصحة الفلسطينية اللقاح لاحقًا.

## وصلات خارجية
- سفارة فلسطين في سلوفاكيا